# Đường sắt Quốc gia Canada
Đường sắt Quốc gia Canada (tiếng Anh: Canadian National Railway Company; tiếng Pháp: Compagnie des Chemins de Fer Nationaux du Canada; viết tắt: CN (TSX: CNR, NYSE: CNI)) là một công ty đường sắt cấp I, có trụ sở được đặt tại Montréal, Québec. Đây là một công ty đường sắt lớn nhất của Canada cả về mặt thu nhập lẫn tầm cỡ mạng lưới đường sắt của nó. Hiện nay nó là công ty đường sắt xuyên lục địa duy nhất của Canada, nối từ tỉnh bang Nova Scotia ở bờ Đại Tây Dương sang tỉnh bang British Columbia trên bờ Thái Bình Dương. Tiếp theo việc CN mua Illinois Central (IC) và một số công ty đường sắt nhỏ hơn của Hoa Kỳ thì nó cũng có hệ thống đường sắt mở rộng tới miền trung Hoa Kỳ dọc theo thung lũng sông Mississippi từ Ngũ Đại Hồ tới Vịnh Mexico.
Ngày nay CN sở hữu khoảng 20.400 dặm đường sắt trong 8 tỉnh bang (ngoại trừ 2 tỉnh bang Newfoundland và Labrador và Đảo hoàng tử Edward), cũng như 70 dặm quãng đường sắt vào trong lãnh thổ Northwest Territories tới thành phố Hay River ở bờ phía nam của Great Slave Lake. Nó cũng là tuyến đường sắt cực bắc trong mạng lưới đường sắt Bắc Mỹ, cũng xa tới bắc như thành phố Anchorage, Alaska (mặc dù đường sắt Alaska lên bắc xa hơn của CN, nó bị tách ra khỏi phần còn lại của mạng lưới đường sắt Bắc Mỹ).
Từ năm 1918 tới 1960, nó được gọi là Canadian National Railways viết tắt CNR) (Đường sắt Quốc gia Canada) và từ 1960 tới nay là Canadian National/Canadien National (viết tắt là CN). Công ty trên là công ty công cộng, với 22.000 nhân viên và có vốn hóa là 21 tỷ dollar Mỹ năm 2008.

## Lịch sử ra đời

### Những giai đoạn chính
Công ty đường sắt quốc gia Canada (CNR) được thành lập từ năm 1918 tới 1923, gồm nhiều công ty đường sắt bị phá sản và rơi vào tay chính phủ liên bang Canada, cùng với vài công ty đường sắt vốn do chính phủ sở hữu. Năm 1995, chính phủ liên bang tư hữu hóa công ty CN. Trong thập kỷ tiếp theo, công ty mở rộng đáng kể sang Hoa Kỳ bằng việc mua công ty Illinois Central Railroad và Wisconsin Central Transportation. Ngày nay, công ty đảm nhận chủ yếu việc vận chuyển hàng hóa bằng đường sắt, nhưng cũng có các dịch vụ chuyên chở hành khách tới năm 1978 do công ty VIA Rail đảm nhận. Dịch vụ chuyên chở hành khách duy nhất do CN đảm nhận sau năm 1978 là các chuyến xe lửa hỗn hợp (vừa chở hành khách vừa chở hàng hóa) trong Newfoundland, và một cặp xe lửa cho người đi vé tháng trên các tuyến đường chạy bằng điện của CN ở vùng Montréal. Các chuyến xe lửa hỗn hợp ở Newfoundland kéo dài tới năm 1988, khi các chuyến xe lửa dành cho người đi vé tháng bây giờ do AMT của Montréal vận hành.

### Việc lập công ty, 1918–1923
Để đáp ứng việc công chúng sợ mất các mắt xích vận chuyển chủ yếu, ngày 6 tháng 9 năm 1918, chính phủ Canada nắm sở hữu đa số của công ty sắp phá sản Canadian Northern Railway (CNoR), và bổ nhiệm một Ban quản lý để trông nom công ty. Cùng lúc, CNoR cũng được chỉ đạo để nắm quyền quản lý công ty Canadian Government Railways (CGR), một hệ thống gồm các công ty Intercolonial Railway of Canada (IRC), National Transcontinental Railway (NTR), và Prince Edward Island Railway (PEIR), cùng vài công ty nhỏ khác. Ngày 20.12.1918, chính phủ liên bang thiết lập công ty Canadian National Railways (CNR) - chỉ trên danh nghĩa, không có thực quyền điều phối các công ty con – thông qua một order (lệnh) của Privy Council (Hội đồng tư vấn của Nữ hoàng ở Canada) như một cách giản dị hóa việc thành lập và hoạt động của nhiều công ty đường sắt khác nhau. Việc sáp nhập công ty Intercolonial Railway khiến công ty CNR nhận khẩu hiệu The People's Railway (Đường sắt của nhân dân) của hệ thống này.
Công ty đường sắt khác của Canada, công ty Grand Trunk Pacific Railway (GTPR), gặp khó khăn tài chính vào ngày 7.3.1919, khi công ty mẹ Grand Trunk Railway (GTR) không trả được nợ vay xây dựng cho chính phủ liên bang. Cục đường sắt và kênh đào (Department of Railways and Canals) của chính phủ liên bang nắm hoạt động của GTPR tới ngày 12.7.1920, khi công ty này cũng được đặt dưới quyền của công ty CNR. Công ty đường sắt quốc gia Canada được tổ chức ngày 10.10.1922.
Cuối cùng, chính công ty GTR bị phá sản và được đặt dưới sự trông nom của "Ban quản lý" của chính phủ liên bang ngày 21.5.1920, trong khi ban quản lý GTR và các cổ đông chống việc quốc hữu hóa. Sau nhiều năm dàn xếp, công ty GTR được sáp nhập vào công ty CNR ngày 30.1.1923. Trong các năm tiếp theo, nhiều công ty đường sắt độc lập nhỏ hơn đượcnhập vào công ty CNR vì bị phá sản, hoặc do áp lực chính trị, tuy nhiên hệ thống ít hay nhiều được hoàn thành sau khi sau khi sáp nhập công ty GTR. Công ty đường sắt quốc gia Canada được ra đời do thời chiến và do tình trạng khẩn thiết quốc nội. Đường sắt – cho tới khi xuất hiện các xe ôtô cá nhân và lập ra các xa lộ - là phương tiện chuyên chở đường dài duy nhất có thể tồn tại ở Canada trong nhiều năm. Như vậy, hoạt động của chúng đã thu hút rất nhiều sự quan tâm chính trị và của công chúng. Nhiều nước coi mạng lưới đường sắt như một hạ tầng cơ sở có tính quyết định (thậm chí tới cả ngày nay) và ở thời điểm thành lập công ty CNR trong khi thế chiến thứ nhất đang tiếp diễn, Canada không phải là nước duy nhất đi vào việc quốc hữu hóa đường sắt.
Ở đầu thế kỷ 20, nhiều chính phủ đã đóng vai trò người can thiệp vào kinh tế, báo hiệu ảnh hưởng của các nhà kinh tế như John Maynard Keynes. Khuynh hướng chính trị này, kết hợp với các biến cố địa-chính trị rộng hơn, làm cho việc quốc hữu hóa trở thành một chọn lựa được ưa thích cho Canada. Cuộc tổng đình công Winnipeg năm 1919 (Winnipeg General Strike of 1919) và việc liên minh tham dự vào cuộc Cách mạng Nga dường như đã công nhận giá trị quá trình tiếp tục. Nhu cầu về một hệ thống đường sắt có thể tồn tại là quan trọng nhất trong thời kỳ bất ổn dân sự và sự can thiệp quân sự của nước ngoài.